# 熱指標
熱指標（英文：Thermal Indices、Heat Stress Indices）泛指所有用於描述生理熱感受的指數，會受氣溫、風速、日射量與相對濕度等諸多環境條件影響。常見的有氣象學中的體感溫度、暑熱壓力指數、酷熱指數、風寒指數等。除適用於室外環境以外，室內環境也適用的熱指標。且為了更細緻的評估熱舒適性，更考慮衣著量與代謝速率等非氣象因子。由於暖通空調設計的主要目的之一就是維持在建築物（或是其他空間）之內的熱舒適性，因此熱指標是建築性能模擬中的重要輸出值，其計算公式時常內建於建築能耗模擬軟體之中。

## 通用熱氣候指數
通用熱氣候指數（英文：Universal Thermal Climate Index，UTCI），是自2002年以來由“國際生物氣象學會”（ISB）的協助下開發，從2005年開始，德國氣象局（DWD）也參與發展的熱指標。常用於評估室外空間的熱壓力，用於促進私人和公共健康，制定適當的城市規劃以及研究氣候條件對高溫脅迫的影響。通用熱氣候指數較能精細的反映溫度、平均輻射溫度、濕度和風速等氣象因子的變化。

### 計算方式
通用熱氣候指數中的等效溫度（英文：Equivalent Temperature，ET）定義為引起與實際狀況同等生理反應（流汗、發抖等）的基準條件下的空氣溫度。氣象因子的基準條件為，平均輻射溫度等於環境溫度，在離地面10 公尺處的風速為0.5 {\displaystyle m/s}。對於參考≤29°C的環境溫度，參考濕度設置為50％，20 百帕。非氣象因子的基準條件設置為135 {\displaystyle W/m^{2}}的代謝率和1.1 {\displaystyle m/s}的步行速度。

### 級距
|             | 熱感受 | 生理壓力     |
| ----------- | ------ | ------------ |
| 低於-40 °C  |        | 極度冷壓力   |
| -40 ~ -27°C |        | 超重度冷壓力 |
| -27 ~ -13°C |        | 重度冷壓力   |
| -13 ~ 0°C   |        | 中度冷壓力   |
| 0 ~ 9°C     |        | 輕微冷壓力   |
| 9 ~ 26°C    |        | 無熱壓力     |
| 26 ~ 32°C   | 溫暖   | 中度熱壓力   |
| 32 ~ 38°C   | 熱     | 重度熱壓力   |
| 38~ 46°C    |        | 超重度熱壓力 |
| 46°C以上    | 很熱   | 極度熱壓力   |

## 生理等效溫度
生理等效溫度（英文：Physiological Equivalent Temperature，PET）是測量室外空間熱應力的最常用指標之一。 它是由慕尼黑能量平衡模型（英文：Munich Energy Balance Model ，MEMI）計算而得。慕尼黑能量平衡模型假設人體達熱平衡的條件為：
{\displaystyle M+W+R+C+E_{D}+E_{Re}+E_{Sw}+S=0}（式1）
其中{\displaystyle M}為代謝率（內部能量產生）；
{\displaystyle W}表體力輸出；
{\displaystyle R}人體淨熱輻射；
{\displaystyle C}對流熱流；
{\displaystyle E_{D}}潛熱流蒸發通過皮膚擴散的水（不可察覺的汗水）；
{\displaystyle E_{Re}} 加熱和加濕吸入的空氣所銷後的熱；
{\displaystyle E_{Sw}}是由於汗液蒸發而產生的熱流；
{\displaystyle S}是用於加熱或冷卻體重的存儲熱流。
該方程式中的各個項如果導致身體能量增加，則左式為正；如果出現能量損失，則左式為負（{\displaystyle M}始終為正；{\displaystyle W}，{\displaystyle E_{D}}和{\displaystyle E_{Sw}}始終為負）。 所有熱流的單位為瓦。
（式1）中的各參數分別受以下氣象因此影響：
- 氣溫：{\displaystyle C}、{\displaystyle E_{Re}}
- 空氣濕度：{\displaystyle E_{D}}、{\displaystyle E_{Re}}、{\displaystyle E_{Sw}}
- 風速：{\displaystyle C}、{\displaystyle E_{Sw}}
- 平均輻射溫度：{\displaystyle R}

（式1）中的各參數也分別受以下非氣象因此影響：
- 著衣量
- 活動量

### 計算方式
生理等效溫度的計算包括以下步驟：
- 對於給定的氣象參數組合，使用MEMI計算人體的熱平衡狀況。
- 將步驟一所得之平均皮膚溫度和核心溫度插入模型MEMI，計算該環境條件相當於等效溫度幾度。

對等效溫度（英文：Equivalent Temperature，ET）做以下假設：
- 平均輻射溫度等於空氣溫度。
- 空氣速度（風速）固定為 0.1 m / s。
- 水蒸氣壓力設置為12 百帕 （大約等於空氣溫度 20°C時，相對濕度50％）

### 級距
|           | 熱感受 | 生理壓力   |
| --------- | ------ | ---------- |
| 低於4 °C  | 很冷   | 極度冷壓力 |
| 4 ~ 8°C   | 冷     | 重度冷壓力 |
| 8 ~ 13°C  | 涼爽   | 中度冷壓力 |
| 13 ~ 18°C | 稍涼爽 | 輕微冷壓力 |
| 18 ~ 23°C | 舒適   | 熱中性     |
| 23 ~ 29°C | 稍溫暖 | 輕微熱壓力 |
| 29 ~ 35°C | 溫暖   | 中度熱壓力 |
| 35 ~ 41°C | 熱     | 重度熱壓力 |
| 41°C以上  | 很熱   | 極度熱壓力 |

## 有效溫度
有效溫度（英文：Effective Temperature，ET*）是由Missenard（1933）開發的計算式。 有效溫度在東德（與現今德國）、波蘭、蘇聯等地得到了廣泛使用。 Li和Chan（2000）修改了Missenard公式，並將其命名為“正常有效溫度”（英文：Normal Effective Temperature，NET）。

### 計算方式
ET（NET）的原始Missenard公式採用以下形式：
{\displaystyle ET=37-{\frac {37-T}{0.68-0.0014\cdot RH+{\frac {1}{1.76+1.4\cdot v^{0.75}}}}}-0.29\cdot T\cdot (1-0.01\cdot RH)}
此處{\displaystyle v}是離地表1.2公尺處之風速，單位為(m/s)。

### 級距
有幾種適用於ET的評估量表。在中歐，使用以下閾值：
<1°C =非常冷；
1–9 =寒冷；
9-17 =涼爽；
17-21 =清爽；
21–23 =舒適；
23–27 =溫暖；
> 27°C =高溫。

## 標準有效溫度
標準有效溫度（英文：Standard Effective Temperature，SET）由AP Gagge开发并于1986年被ASHRAE接受， 也被称为Pierce两节点模型。 它的计算与PMV相似，因为它是基于热量平衡方程式的综合舒适指数，其中包括衣著量與代謝速率等非氣象因子。它的根本区别是在测量皮肤温度和皮肤湿润度时需要采用两个节点的方法来代表人体生理。

ASHRAE 55 -2010将SET定义为
相对湿度50％时< 0.1 m/s [0.33 ft/s]的假想环境温度平均空气速度，平均辐射温度等于平均空气温度，其中假想人員的皮肤总热量损失达到1.0的活动水準，衣著水準为0.6col，与处于实际环境中，具有实际服装和活动水準的人。 
研究人员根据实验数据测试了该模型，发现该模型倾向于高估皮肤温度，而低估皮肤的湿度。   Fountain and Huizenga（1997）开发了一种热感觉预测工具来计算標準有效溫度。 

### 冷卻效果
ASHRAE 55-2017另外定義冷卻效果（英文：Cooling Effect，CE），是指將风速高於0.2每秒（0.66英尺每秒） 的標準有效溫度，重新在風速0.1 m / s的條件下計算出空气温度和平均辐射温度同減去CE的另一個標準有效溫度 ：
{\displaystyle SET(t_{a},t_{r},v,met,clo,RH)=SET'(t_{a}-CE,t_{r}-CE,v=0.1,met,clo,RH)}
由風速所造成，空气温度和平均辐射温度的降低幅度CE，便是風速產生的冷卻效果。

## 酷熱指數
酷热指数（英文：Heat Index）是一种综合空气温度和相对湿度的熱指標，詳見酷熱指數。

## 風寒指數
是由氣溫與風速所計算的熱指標，詳見風寒指數。

## 暑熱壓力指數
暑熱壓力指數（又稱濕黑球溫度，英文：Wet-bulb globe temperature，WBGT）是反映溫度的綜合指標，用於量度氣溫、濕度、輻射熱對人體的影響，常用於職業安全、體育和軍事方面，詳見暑熱壓力指數。